# U-332
| U-332                      | U-332                                                          | U-332                                                          |
| -------------------------- | -------------------------------------------------------------- | -------------------------------------------------------------- |
|                            |                                                                |                                                                |
|                            |                                                                |                                                                |
|                            |                                                                |                                                                |
| Під прапором               | Третій рейх                                                    | Третій рейх                                                    |
| Спуск на воду              | 22 березня 1941 року                                           | 22 березня 1941 року                                           |
| Виведений зі складу флоту  | 29 квітня 1943 року                                            | 29 квітня 1943 року                                            |
| Сучасний статус            | затоплений                                                     | затоплений                                                     |
| Проєкт                     |                                                                |                                                                |
| Тип ПЧ                     | Торпедний ДПЧ                                                  | Торпедний ДПЧ                                                  |
| Основні характеристики     |                                                                |                                                                |
| Швидкість (надводна)       | 17,7 вузлів                                                    | 17,7 вузлів                                                    |
| Швидкість (підводна)       | 7,6 вузлів                                                     | 7,6 вузлів                                                     |
| Робоча глибина занурення   | 100 м                                                          | 100 м                                                          |
| Гранична глибина занурення | 220 м                                                          | 220 м                                                          |
| Екіпаж                     | 44 осіб                                                        | 44 осіб                                                        |
| Розміри                    |                                                                |                                                                |
| Довжина найбільша (по КВЛ) | 67,1 м                                                         | 67,1 м                                                         |
| Ширина корпусу найб.       | 6,2 м                                                          | 6,2 м                                                          |
| Висота                     | 9,6 м                                                          | 9,6 м                                                          |
| Середня осадка (по КВЛ)    | 4,70 м                                                         | 4,70 м                                                         |
| Водотоннажність надводна   | 769 т                                                          | 769 т                                                          |
| Озброєння                  |                                                                |                                                                |
| Артилерія                  | одна палубна гармата калібру 88-мм, одна 20-мм зенітна гармата | одна палубна гармата калібру 88-мм, одна 20-мм зенітна гармата |
| Торпедно- мінне озброєння  | 4 носових і один кормовий ТА. 14 торпед або 26 мін             | 4 носових і один кормовий ТА. 14 торпед або 26 мін             |

U-332 — німецький підводний човен типу VIIC часів Другої світової війни.
Замовлення на будівництво човна було віддане 23 вересня 1939 року. Човен був закладений на верфі суднобудівної компанії «Nordseewerke» у місті Емден 16 грудня 1939 року під заводським номером 204, спущений на воду 22 березня 1941 року, 7 червня 1941 року увійшов до складу 3-ї флотилії.
Човен зробив 7 бойових походів, в яких потопив 8 (загальна водотоннажність 46 729 брт) та пошкодив 1 судно.
29 квітня 1943 року потоплений у Біскайській затоці, північніше мису Фіністерре (45°08′ пн. ш. 09°33′ зх. д. / 45.133° пн. ш. 9.550° зх. д.) глибинними бомбами британського бомбардувальника «Ліберейтор». Всі 45 членів екіпажу загинули.

## Командири
- Капітан-лейтенант Йоганнес Лібе (7 червня 1941 — 27 січня 1943)
- Оберлейтенант-цур-зее Ебергард Гюттеманн (27 січня — 29 квітня 1943)

## Потоплені та пошкоджені кораблі[3]
| Назва          | Тип                | Належність      | Дата            | Тоннаж (БРТ) | Вантаж                                                      | Статус     | Місце                                                       |
| Albert F. Paul | риболовне судно    | США             | 13 березня 1942 | 735          | Сіль                                                        | потоплено  | 36°00′ пн. ш. 72°00′ зх. д. / 36.000° пн. ш. 72.000° зх. д. |
| Trepca         | суховантажне судно | Югославія       | 13 березня 1942 | 5 042        | Боксити                                                     | потоплено  | 37°00′ пн. ш. 73°25′ зх. д. / 37.000° пн. ш. 73.417° зх. д. |
| Australia      | танкер             | США             | 16 березня 1942 | 11 628       | 110 000 барелів нафти                                       | потоплено  | 35°07′ пн. ш. 75°22′ зх. д. / 35.117° пн. ш. 75.367° зх. д. |
| Liberator      | суховантажне судно | США             | 19 березня 1942 | 7 720        | 11 000 т сірки                                              | потоплено  | 35°05′ пн. ш. 75°30′ зх. д. / 35.083° пн. ш. 75.500° зх. д. |
| Raphael Semmes | суховантажне судно | США             | 28 червня 1942  | 6 027        | 7 500 т марганцевої руди, тютюну, солодки, вовни та килимів | потоплено  | 29°30′ пн. ш. 64°30′ зх. д. / 29.500° пн. ш. 64.500° зх. д. |
| Leonidas M.    | суховантажне судно | Греція          | 19 липня 1942   | 4 573        | 6 700 т залізної руди                                       | потоплено  | 37°01′ пн. ш. 52°04′ зх. д. / 37.017° пн. ш. 52.067° зх. д. |
| Registan       | суховантажне судно | Велика Британія | 29 вересня 1942 | 6 008        | 1 319 т генеральних вантажів                                | потоплено  | 12°37′ пн. ш. 57°10′ зх. д. / 12.617° пн. ш. 57.167° зх. д. |
| Rothley        | суховантажне судно | Велика Британія | 19 жовтня 1942  | 4 996        | Водяний баласт                                              | потоплено  | 13°34′ пн. ш. 54°34′ зх. д. / 13.567° пн. ш. 54.567° зх. д. |
| Stigstad       | танкер             | Норвегія        | 21 лютого 1943  | 5 964        | Баласт                                                      | пошкоджено | 49°26′ пн. ш. 29°08′ зх. д. / 49.433° пн. ш. 29.133° зх. д. |